# The Wolf Among Us
The Wolf Among Us je epizodna grafička avanturistička igra zasnovana na seriji stripova Bila Villingama "Fables". Razvio ju je Telltale Games.  Igra se sastoji od pet epizoda koje su objavljivane tokom 2013. godine. Maloprodajne verzije za PlejStejšn 3, PlejStejšn 4, PlejStejšn Vita, Iksboks 360 i Iksboks One konzole objavljene su u novembru 2014.
The Wolf Among Us je opšteprihvaćena igra među kritičarima. Telltale je u julu 2017. godine objavio da je sezona 2 igre The Wolf of Us planirana za puštanje u 2018. godine. Međutim, Telltale je na kraju morao da se zaustavi iz finansijskih razloga 2018. godine, jer je njegovu imovinu stekao LCG Interntejment. Jedna od prvih originalnih igara ove nove kompanije, koja posluje kao Telltale Games, biće The Wolf Between Us 2, najavljena za decembar 2019. godine. 

## Spoljašnje veze
- Zvanični veb sajt